# La Loi (roman)
Pour les articles homonymes, voir Loi (homonymie).
La Loi est un roman de Roger Vailland paru le 12 juin 1957 aux éditions Gallimard et ayant reçu le Prix Goncourt la même année.

## Contexte du roman
« J'en reste un peu comme mort » écrit Roger Vailland encore sous le coup des révélations du XXe congrès du Parti communiste de l'Union soviétique sur les crimes de Staline. Désabusé, il écrira aussi : « Nous pensions en 1945 que l'homme nouveau serait créé dans les dix années qui allaient suivre ». Après cette désillusion, quelque chose en lui s'est brisé, même s'il ne remet pas en cause l'objectif de bâtir une société sans classes : « J'ai cessé de croire à l'avènement de la révolution dans le cours de ma propre vie ». C'est dans ce contexte que s'inscrit l'écriture de La Loi. Il présente une société dans laquelle les classes sociales ressemblent à des castes qui ont été stratifiées par l'histoire.
Comme souvent chez lui, par exemple dans "La truite" où il reste ébloui devant une jeune femme qui joue au bowling, il attend le déclic, l'image ou l'anecdote qui servira de point de départ au roman et suscitera d'autres images. En 1957, dans une interview à L'Express il raconte : « Je passais l'après-midi chez un de ces propriétaires terriens. Et puis il y eut Mariette. Dès que j'ai vu Mariette, j'ai pensé : C'est un personnage de roman pour moi. C'était une jeune fille, évidemment nue dans sa blouse blanche -il faisait très chaud- qui s'est accoudée à la fenêtre, dont on ne voyait que ses cuisses. La lumière tombait en plein, et tous les regards des hommes convergeaient vers cette jeune fille assez dédaigneuse, d'une agréable indolence, qui était une servante de la maison ». Il a la vision d'une licorne comme il aimait nommer ce genre de jeune femme ou une Truite comme il surnommera l'héroïne de son dernier roman.

## Les deux visages du pays dela Loi

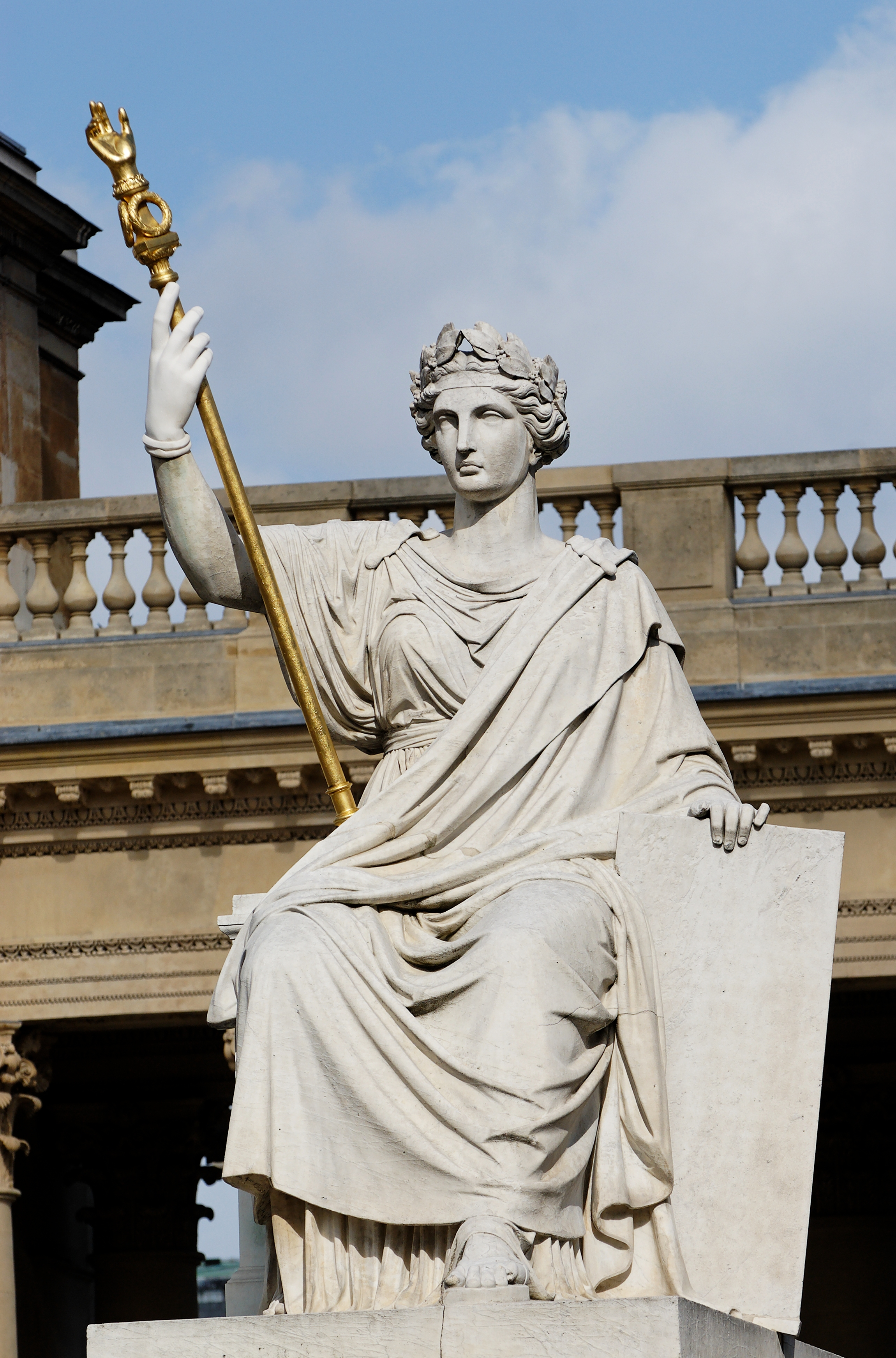
La Loi : symbole

Ce titre, emprunté à Roger Vailland lui-même marque la dualité de la situation du sud de l'Italie à l'époque, les idées toutes faites et les stéréotypes qu'elle véhicule et l'analyse qu'en fait Vailland dans cet article. C'est dire sa vigilance et la mise en perspective qu'elle signifiait pour lui. Il n'est pas indifférent par exemple que la lutte des classes soit un élément essentiel du roman au moment où Vailland pensait qu'elle avait encore de beaux jours devant elle et que la société sans classes n'était pas pour demain. Projection du désenchantement dans cette période de sa vie où, a écrit Marc Lambron « il liquide son stalinisme à l'Immenoctal et au whisky », au moment où il se retranche dans le sud italien avec sa femme Élisabeth.
Vailland pour l'écriture du roman déclare : « J'ai passé plusieurs mois dans le Gargano, au nord des Pouilles. C'est un promontoire rocheux de la côte adriatique; il se dessine sur l'atlas comme l'éperon de la botte. Géographiquement, le Gargano est le nord du sud puisque sensiblement à la même latitude que Rome. Mais, quant au mythe du sud, c'est le sud du sud, séparé du reste du monde par une haute barrière rocheuse à l'écart de toutes les grandes voies de communication; les mœurs traditionnelles s'y sont maintenues presque intactes. Plus je demeurais, davantage je me persuadais que tout ce que disent les Italiens (et écrivent) du sud est vrai et n'est pas vrai. La seule manière d'appréhender la réalité du sud est d'en exposer simultanément les aspects contradictoires »

- Le régime féodal se survit dans le Sud;
- Le Sud est croyant et superstitieux mais il est aussi très rationnel;
- C'est le pays des vendettas mais on est très pointilleux sur l'application de la loi;
- C'est un pays sous-développé dont cependant l'économie est en plein essor.

## Contenu et résumé

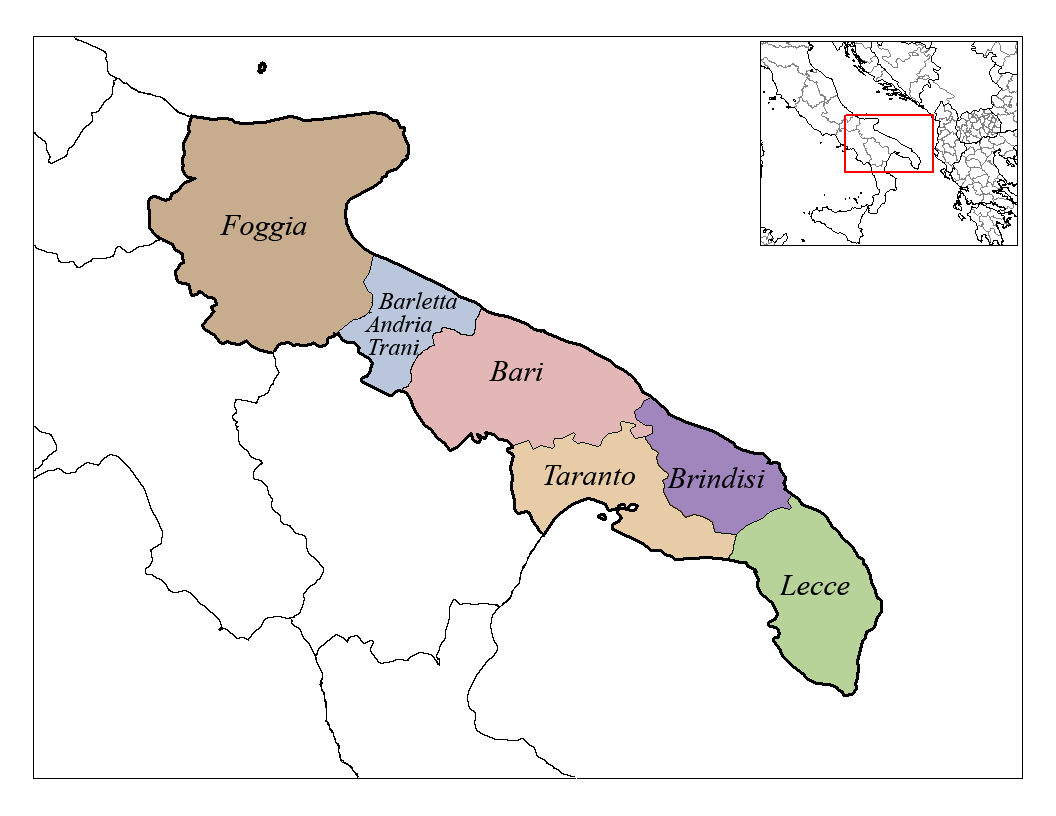
Les Pouilles

Dans ce roman, Roger Vailland analyse les relations entre les différentes classes sociales, dans une contrée défavorisée et une population très pauvre a priori très loin des structures de pays plus développés. Son thème général repose donc sur l’étude des rapports de force qui se nouent entre les groupes sociaux dans la région des Pouilles dans le Sud de l'Italie, dont les tendances les plus archaïques évoquent les formes les plus profondes de nos sociétés.
La Loi est un jeu qui se pratique avec passion dans toutes les tavernes de cette région. Les perdants, qui doivent supporter toute la rigueur de la loi, en subissent les conséquences dans le silence et une tension extrême. Là-bas, à Manacore, petit port des Pouilles, cette loi implacable se joue avec autant de cruauté dans la vie quotidienne de ces gens que dans les tavernes.
La loi, ici, est une lutte implacable pour le pouvoir, où tout compte, les mots, les gestes, le comportement, sous le regard constant, attentif de tout le village, où l'honneur est porté à son paroxysme, où l'on est prêt à tirer le greffoir -instrument de travail autant qu'arme- pour le sauvegarder et le défendre face à toute menace. Dans un tel microcosme, dans le climat délétère de la région et son chômage endémique, la réputation est fragile, soumise aux rumeurs, aux ragots et aux soupçons, où les rancœurs accumulées pimentent le jeu.

Le jeu, métaphore de la loi, repose sur un patron désigné par le sort, qui a pour un temps tous les droits : juger, critiquer, médire, attaquer, porter atteinte à l'honneur. Les autres joueurs n'ont plus qu'à prendre leur mal en patience, à encaisser les coups, attendant patiemment de pouvoir remplacer le patron et d'être à leur tour dominants. C'est un jeu d'où les femmes sont exclues, un jeu d'hommes qui peuvent se livrer impunément au libertinage, où ils possèdent tous les droits sur les femmes mais doivent aussi rester vigilants, surtout ne pas se laisser dominer par une femme, avanie suprême, femme rebelle elle-même vouée aux gémonies, mauvais exemple qui doit être réprimé.

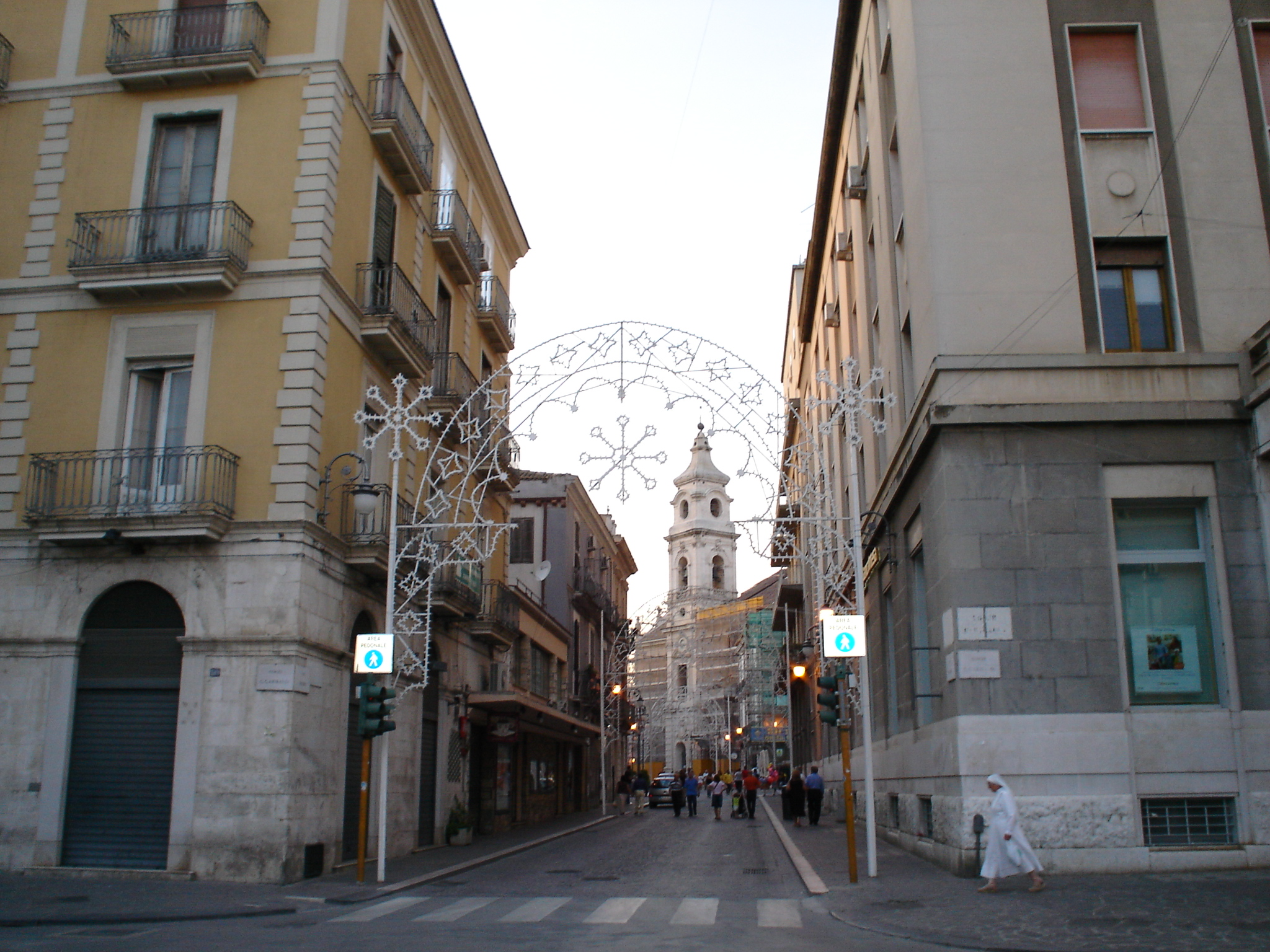
Nord des Pouilles : Foggia

Dans cette peinture de mœurs, Roger Vailland démonte les mécanismes du pouvoir, de ce système hiérarchique de domination où chacun prend sa revanche sur le plus faible et fait de l'honneur l'ultime valeur. Mais dans ce monde macho, certaines femmes parviennent à retourner la loi à leur avantage.
C'est Giuseppina qui par ruse, parvient à ridiculiser l'un de ses soupirants, devant un public ravi;
c'est la jeune Marietta, petite voleuse, qui marque un homme au visage avec son greffoir, acquiert la liberté dans l'amour partagé avec Pippo et s'attaque avec succès au pouvoir économique des hommes;
c'est aussi Lucrezia qui, à son niveau, secoue le joug de son juge de mari, voue un amour platonique plein de tendresse à un jeune homme Francesco, que son père veut absolument entrainer au bordel pour 'faire son éducation'.
Le cacique local don Cesare, comme certains seigneurs d'antan et à l'instar de son modèle Frédéric II le Souabe, règne en maître et a droit de cuissage sur son entourage. Mais dans ce village confiné, au-delà des perversions de cette espèce de jeu de la vérité, personne ne sort vraiment gagnant et le regard fatigué du patriarche don Cesare ne dit pas autre chose.

## Les femmes dans le roman

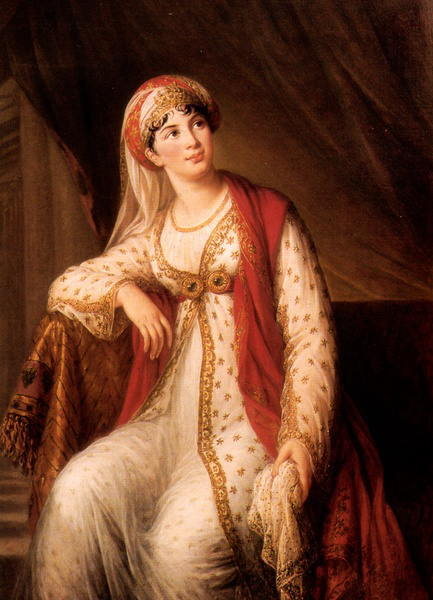
Portrait d'une 'Giuseppina'

Les femmes dans ce roman où l'homme du sud règne encore en maître, acceptent la situation, tentent comme son héroïne de s'en libérer ou de gagner une certaine parcelle d'autonomie. À la plage, les mères de famille avancent « dans la mer jusqu'à mi-cuisse dans leurs longues chemises de toile blanche… tandis que, côté notables, « les femmes sont étendues sur des chaises longues, sous des parasols, les mères et les épouses en robe de plage, les jeunes filles en maillot de bain. » Seules quelques-unes osent braver les interdits, en maillot de bain comme les jeunes filles et regardées « avec envie ou avec mépris, selon leur conception de la morale, des mœurs et du progrès. »
Les filles des notables de Porto Manacore à la 'passeggiata' « portent des robes de linon, citron, émeraude et géranium, chacun gonflée par trois jupons superposés; quand l'une des jeunes filles trouve un prétexte pour courir quelques pas et se retourner brusquement, la robe, obéissant aux lois de la gravitation, s'ouvre comme une corolle et laisse entrevoir les dentelles blanches des trois jupons. »
Giuseppina, la fille du quincaillier, rêve d'améliorer son apparence mais elle « n'accepte de cadeaux que des femmes, en échange de ses menus services. » C'est peu de choses mais « comme elle est adroite, la plupart des hommes ne s'en aperçoivent pas. Elle porte trois jupons superposés, comme la fille de Don Ottavio, mais à un seul rang de dentelles. »
Les femmes fatales, c'est Fulvie la prostituée, « une grande fille brune… dans une robe de soie noire haut montante, étroit fourreau qui soulignait la maigreur du corps, prolongé à la hauteur du cou par un pan rejeté asymétriquement sur l'épaule, » c'est aussi la patronne du cabaret de Foggia qui est « grande, svelte, (porte une) discrète robe de jersey de laine. » L'ambivalence vient de la femme du juge Alessandro, Donna Lucrezia, qui « porte une robe à col fermé et à manches longues, dans son style habituel. Mais un souffle désordonné soulève le sage corsage. »

## Adaptation cinématographique
Le roman a été adapté au cinéma dans le film La Loi réalisé par Jules Dassin en 1959 avec Gina Lollobrigida, Mélina Mercouri, Yves Montand et Marcello Mastroianni. Roger Vailland interrogé à propos de ce film, dégage sa responsabilité sur le résultat obtenu, refuse de répondre sur le fond en précisant : « La Loi, en tant que film, n'est pas une illustration de la Loi comme roman »

## Éditions
- La Loi, Gallimard, 1957, 314 p. (ISBN 2070264149)
- La Loi, Le Livre de poche/LGF no 600, 1960 et collection Folio no 110, 1972.